# Музей и могила Канта
Музей Канта — музей в городе Калининграде, расположенный в здании Кафедрального собора. Посвящён жизни и творчеству немецкого философа Иммануила Канта.
Также здесь расположена могила Канта, отреставрированная в 1996 году в числе первых работ по восстановлению собора.

## История
Философ Иммануил Кант (1724—1804) родился, жил и скончался в Кёнигсберге. С его жизнью в городе связаны разные места. Кант учился в школе при госпитале Святого Георгия, потом учился во Фридрих-коллегиуме, здание которого не сохранилось. В 1766 году, будучи учёным-магистром, Кант работал хранителем кабинета-музея природы во дворце парка Сатургуса. Получив должность помощника библиотекаря в Королевском замке, трудился в главной башне замка. Учился в местном университете. Во время учёбы жил в доме на Заттлергассе (ныне улица Портовая). С 1754 по 1766 год жил в Магистерском переулке на острове Кнайпхоф. Затем, до 1775 года — в здании бывшей Лёбенихтской ратуши, где также преподавал. В здании на Оксенмаркт, или Бычий рынок, жил до 1783 года, потом купил свой дом на Принцессин-штрассе, 2.
Вторая мировая война превратила в развалины многие здания, связанные с пребыванием Канта в городе. В начале 70-х годов XX века на кафедре философии и научного коммунизма Калининградского государственного университета (ныне Балтийский федеральный университет имени Иммануила Канта) возникла идея создания в Калининграде музея И. Канта. По инициативе профессора Д. М. Гринишина было принято решение создания кабинета-музея Канта. В создании музея принимали участие доцент А. Н. Троепольский, писатели С. Снегов, Ю. Иванов, местные жители А. Новик, В. Бублик и другие. В 1995 году был открыт Музей в здании университета. Музей представлял собой помещение с документами, книгами, скульптурами, имеющими отношение к Иммануилу Канту. В 90-е годы XX века после восстановления Кафедрального собора на верхних этажах был устроен музей, куда вела средневековая лестница. Музей был посвящён разным темам: истории города-острова Кнайпхоф, истории Кафедрального собора. Несколько комнат музея были посвящены Иммануилу Канту. Сюда были перенесены экспонаты из музея университета. В музее также размещена воссозданная «библиотека Валленродта» с уцелевшими книгами и резными украшениями.

## Экспозиции
Экспозиция музея Канта размещена в нескольких залах на 3 и 4 этажах Кафедрального собора. В экспозиции установлен бюст философа. На стендах музея рассказывается о его семье, юности философа, его тяге к наукам; взаимоотношениях с учениками и коллегами, описываются привычки и странности учёного. Представлены рисунки Канта.
После победы России в Семилетней войне Иммануил Кант несколько лет был российским подданным. В зале музея представлено прошение Канта на имя императрицы Елизаветы, с просьбой назначить его заведующим кафедры логики и метафизики университета. В музее Иммануила Канта рассказывается о жизни местных масонов и обычаях масонских лож. Окна музея украшены цветными витражами с масонской символикой.
В своё время, став владельцем дома, Кант ввёл у себя традицию обедов, на которые приглашал учёных, интересных собеседников. В экспозиции находится большая картина с изображением одного из этих обедов, портреты философа. В мемориальном зале музея хранится копия посмертной маски Канта.

## Могила Канта
Иммануил Кант скончался 12 февраля 1804 года, похоронен в профессорском склепе у северо-восточной стены Кафедрального собора и стал последним похороненным в нём человеком. В 1809 году над склепом была сооружена галерея с бюстом ученого. В 1880 году над могилой Канта была возведена часовня в стиле неоготики, которая к концу Первой мировой войны (1918) находилась в весьма плачевном состоянии.
К 200-летнему юбилею Канта (1924) на месте старой часовни по проекту Фридриха Ларса было возведено новое сооружение, выполненное в виде открытого колонного зала и разительно отличающаяся по архитектурному решению от самого Собора. Внутри зала стоит каменный гроб, который является кенотафом, останков Канта в нём нет, они покоятся глубже. Деньги на строительство были пожертвованы Хуго Стиннесом.